# Kopete
A Kopete a KDE azonnali üzenetküldő alkalmazása, mely több üzenetküldő hálózaton is képes kommunikálni.
A program lehetőséget nyújt az általunk nyilvántartott felhasználók adatainak tárolásához, oly módon, hogy azokat később elérhetjük a KDE bármelyik beépített alkalmazásából. A Kopete figyelmeztetéseit (hangjelzéseket, előugró ablakokat) ízlésünknek megfelelően alakíthatjuk, vagy teljesen kikapcsolhatjuk. Több hasznos eszközt is tartalmaz, melyekkel teljesen testre szabhatjuk (üzenet titkosítása, archiválás stb.).

## Támogatott protokollok
- AIM
- Gadu-Gadu
- GroupWise
- ICQ
- IRC
- Jabber / Google Talk
- Meanwhile
- Windows Live Messenger (előzőleg MSN Messenger)
- Testbed
- WinPopup
- Yahoo!

Ezeken a protokollokon kívül a Kopete fejlesztői csapata egy sablont is nyújt a felhasználóknak, mely segítségével új protokollok támogatását tehetik lehetővé.